# Ravlunda skjutfält

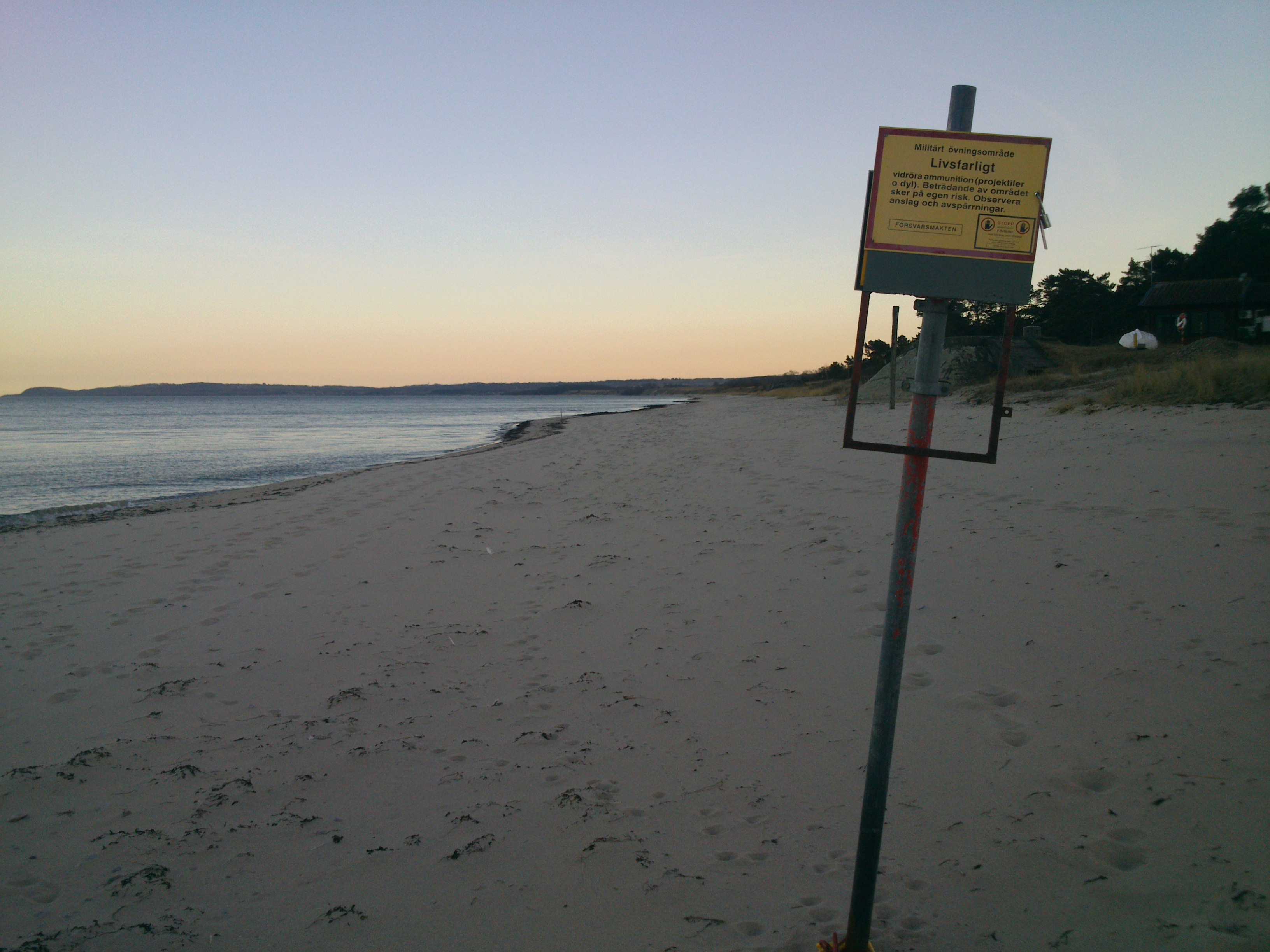
Ravlunda skjutfält gränsar till Hanöbukten. Bilden visar stranden där skjutfältet har sin nordliga ände.

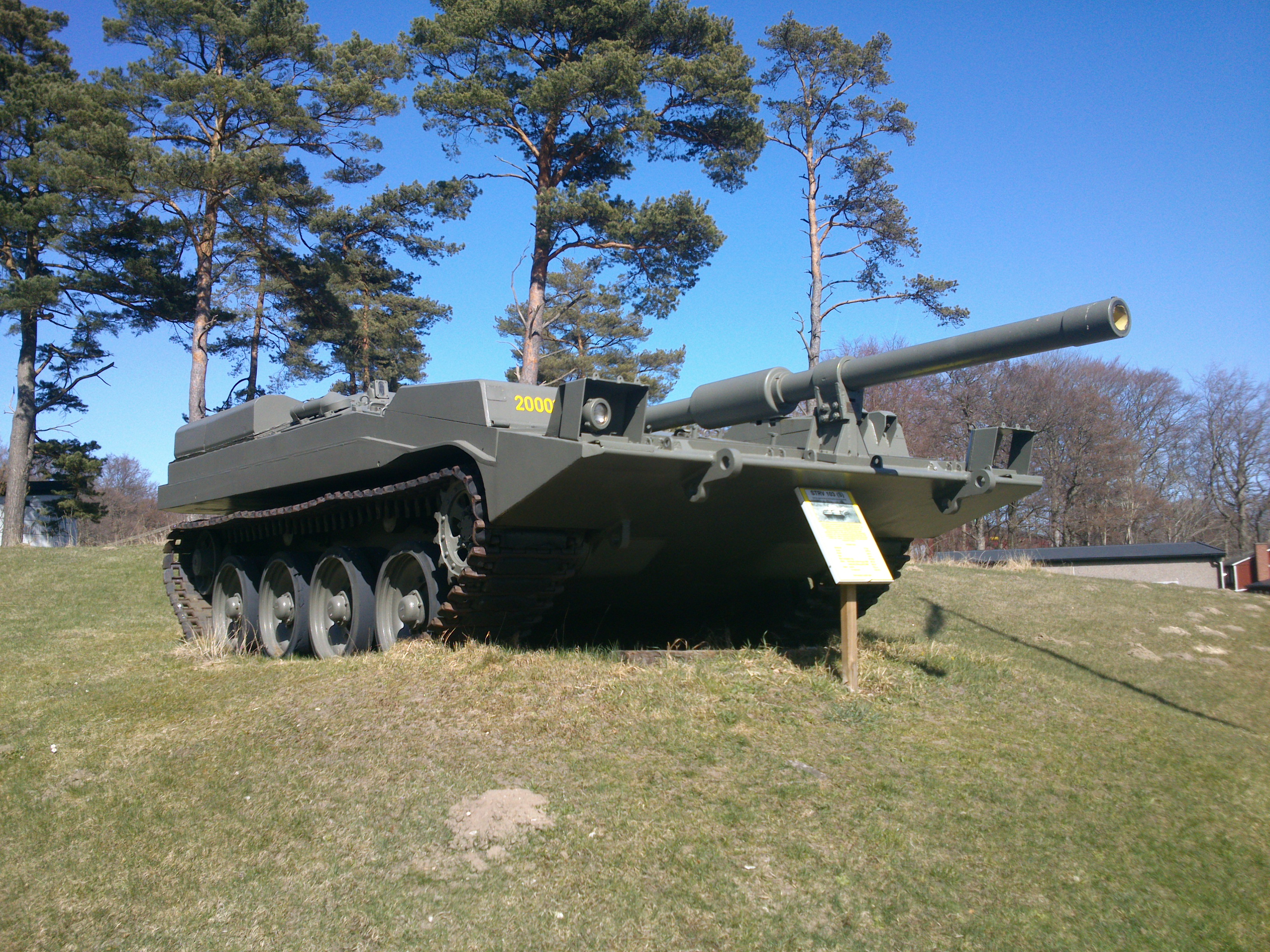
Stridsvagn 103 som Gate guardian vid Ravlunda skjutfält.

Ravlunda skjutfält är ett militärt skjutfält beläget på Skånes östkust mellan Simrishamn och Åhus. Skjutfältet införskaffades med början under 1940-talet och är till huvuddel beläget i Simrishamns kommun.

## Historia
Ravlundafältet utgörs till stora delar av hedmark. När det förvärvades 1943 av försvaret sträckte det sig från 
Skepparp i söder till Knäbäcken i norr och omfattade cirka 750 hektar mark. Skjutfältet har sedan i flera olika omgångar utökats genom markinköp. När den engelska stridsvagnen Centurion anskaffades räckte fältet inte längre till och utökades därför norrut till Juleboda. Totalt utökades fältet med cirka 700 hektar. Byn Knäbäck flyttades då 15 km söderut och döptes om till Knäbäckshusen. Senaste utvidgningen av fältet genomfördes i början av 1990-talet då mark norr om Julebodaån förvärvades av staten. Området går under benämningen Norra grupperingsområdet och som namnet berättar inköptes området främst för att möjliggöra fältgruppering av på fältet övande förband. Någon skarpskjutning på området sker normalt inte.
Nära skjutfältet löpte järnvägen mellan Kristianstad och Gärsnäs. Trots att persontrafiken lades ner på tidigt 1970-tal fraktades långt in på 1980-talet stridsfordon till Ravlundafältet med tåg. Dessa lossades och lastades på Brösarps station som ligger cirka tre kilometer från skjutfältet. Skjutfältet tillhörde tidigare Skånska dragonregementet (P 2) i Hässleholm. När Skånska dragonregementet avvecklades genom försvarsbeslutet 2000, övergick ansvaret för fältet till Södra skånska regementet (P 7).

## Verksamhet
Ravlundafältet omfattar idag cirka 1.600 ha mark och har ett riskområde som sträcker sig 22.000 meter ut i Hanöbukten. Skjutfältet nyttjas framför allt för skarpskjutning med stridsfordon och stridsvagnar. Skjutfältets möjlighet till riskområde ut över hav i kombination med en relativt stor bredd möjliggör att mer tillämpade och avancerade övningar med mekaniserade förband kan genomföras. Vidare har Ravlundafältet en väl utbyggd infrastruktur i form av fasta målspel och rälsmålbanor. Det finns också möjlighet att skjuta med artilleripjäser på Ravlundafältet och därmed tillämpat samöva artilleriförband med mekaniserade enheter. För ändamålet finns pjäsgrupperingsplatser utanför fältets gränser. 
I nuläget har Försvarsmakten tillstånd att bedriva skjutövningar på Ravlunda skjutfält maximalt 190 dygn per år. Under skjutfältets mest intensiva period på 1960-talet bedrevs skjutövningar upp till 320 dygn per år.
Övnings- och skjutfälten i Skåne, däribland Ravlunda, brukar regelbundet användas för att slutöva arméstridskrafterna. Så skedde exempelvis åren 2004, 2007 och 2010.

### Dammåkralägret
Skjutfältets läger ligger i Dammåkra i fältets sydvästra hörn. Infrastrukturen är relativt väl utbyggd och omfattar bland annat förläggningsbaracker, matsal, målbodar, drivmedelsanläggning och ett mindre motorområde. När skjutfältet inte är avlyst för skjutövningar nyttjas det som betesmark för ett stort antal får i syfte att hålla marken fortsatt öppen. Till följd av detta är stora delar av Ravlundafältet inhägnat. 

## Kritik mot skjutfältet
Kritiken mot skjutfältet och försvarets verksamhet där, har genom åren varit omfattande och i många fall hård. Kritiken har främst rört det buller som uppstår vid skjutningarna och som hörs på mils avstånd. Försvarsmakten har också varit mycket negativt inställd till nybyggnationer av bostäder inom skjutfältets bullerutbredningsområde, vilket är delar av Tomelilla, Simrishamn och Kristianstads kommuner. Detta är dock ett område som försvaret blivit mindre restriktiva inom på senare år. Man har bland annat börjat tillåta viss nybyggnation av bostäder inom befintliga tätorter nära skjutfältet.